# Archilema subumbrata
Archilema subumbrata är en fjärilsart som beskrevs av Holland 1893. Archilema subumbrata ingår i släktet Archilema och familjen björnspinnare. Inga underarter finns listade i Catalogue of Life.